# 鄭燮

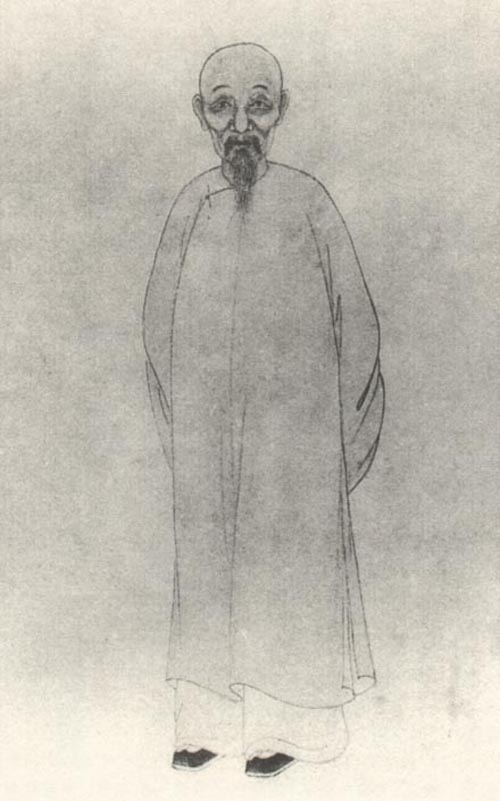
鄭燮

鄭 燮（てい しょう、康熙32年（1693年） - 乾隆30年12月12日（1766年1月22日））は、清代の画家・書家。字は克柔（こくじゅう）、板橋（はんきょう）と号した。揚州府興化県の人。詩書画すべてよくし、三絶の誉れ高い孤立独往の文人である。書がもっとも異彩を放っており、その書風は各体混交の奇矯なもの。画は揚州八怪の領袖的存在とされる。

## 略伝
揚州府で書画を売りつつ科挙の受験勉強を続け、雍正10年（1732年）、挙人に及第し、乾隆元年（1736年、44歳）に進士の特別試験に合格して翰林院に入った。乾隆7年（1742年）に范県知県として赴任し、乾隆11年（1746年）には濰県知県に転任した。当時から鄭燮の詩書画は有名で、赴任地で彼の書体が流行したといわれる。

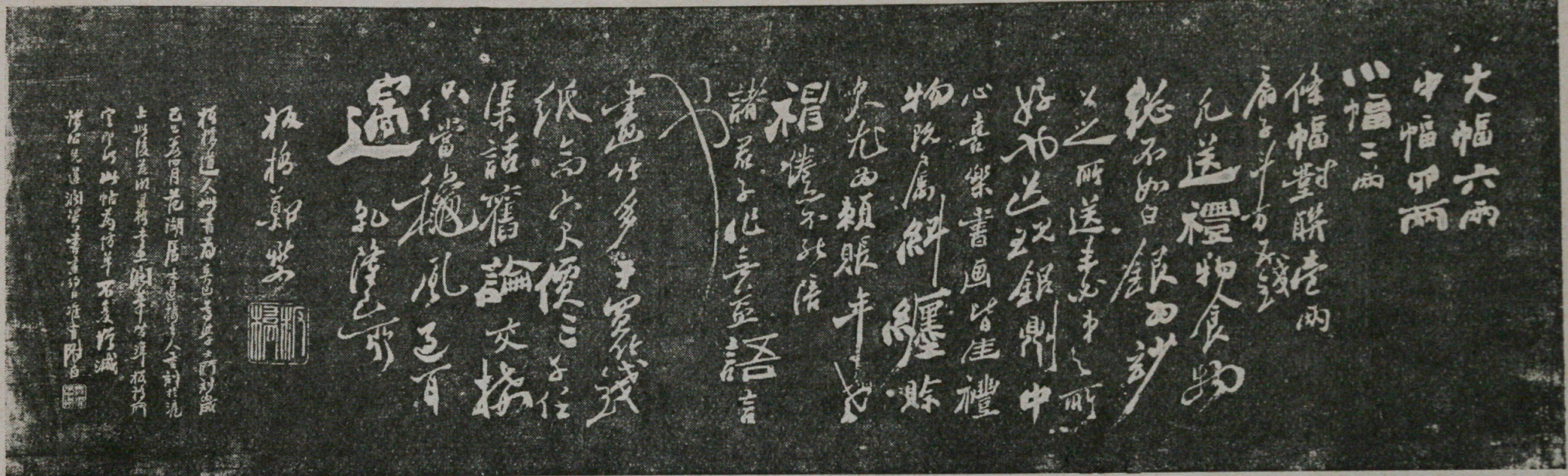
潤例

乾隆18年（1753年、60歳）、濰県一帯が大飢饉にみまわれ、鄭燮は農民の救済に尽力したが、これが富豪や大官の恨みをかう結果となり失職した。そして、故郷の揚州に帰って友人の李鱓の別荘のそばに擁緑園（ようりょくえん）を構え、再び書画を売って暮らした。金農や李鱓らと詩書画を楽しんで余生を送ったという。乾隆24年（1759年）には自らの書画の潤例を作り、「大幅は6両、中幅は4両、小幅は2両」とし、「支払いは現金がうれしい。うれしいから書画の出来もよくなる」といい、評判になった。当時の揚州は塩の集散地として商業が発達し商品としての書画の需要が多かったのである。乾隆30年、73歳で没した。

## 書画の特徴
清代前期の書は傅山や王鐸らによる明代からの流麗な行草書と董其昌の書風が一世を風靡したことの2つの現象に集約される。そして、これら世の主流とは隔絶した位置で奇抜な書法を実践して名を成した人物が、朱耷・金農・鄭燮であり、書画の両面に通じた。金農と鄭燮は金石学の勃興に伴い漢碑を習って碑学派の先駆をなした。
鄭燮の書の特徴は楷書の中に篆隷の要素を混ぜて書くことで、独特の様式を作り上げている。隷書が三分の二で、楷書がその残りという意味から、漢隷の八分書になぞらえて、六分半書（ろくぶはんしょ）と自ら称した。左右の長いはね出しや長い画の途中で筆を頓挫させるなどは黄庭堅の書風の影響である。
画は蘭・竹を得意として画名は極めて高かった。題画の小文は金農の題記とともに乾隆文壇の双璧といわれ珍重された。当時の画家は画法をもって書を書き、書法をもって画を描いたといわれるが、彼もその一人である。

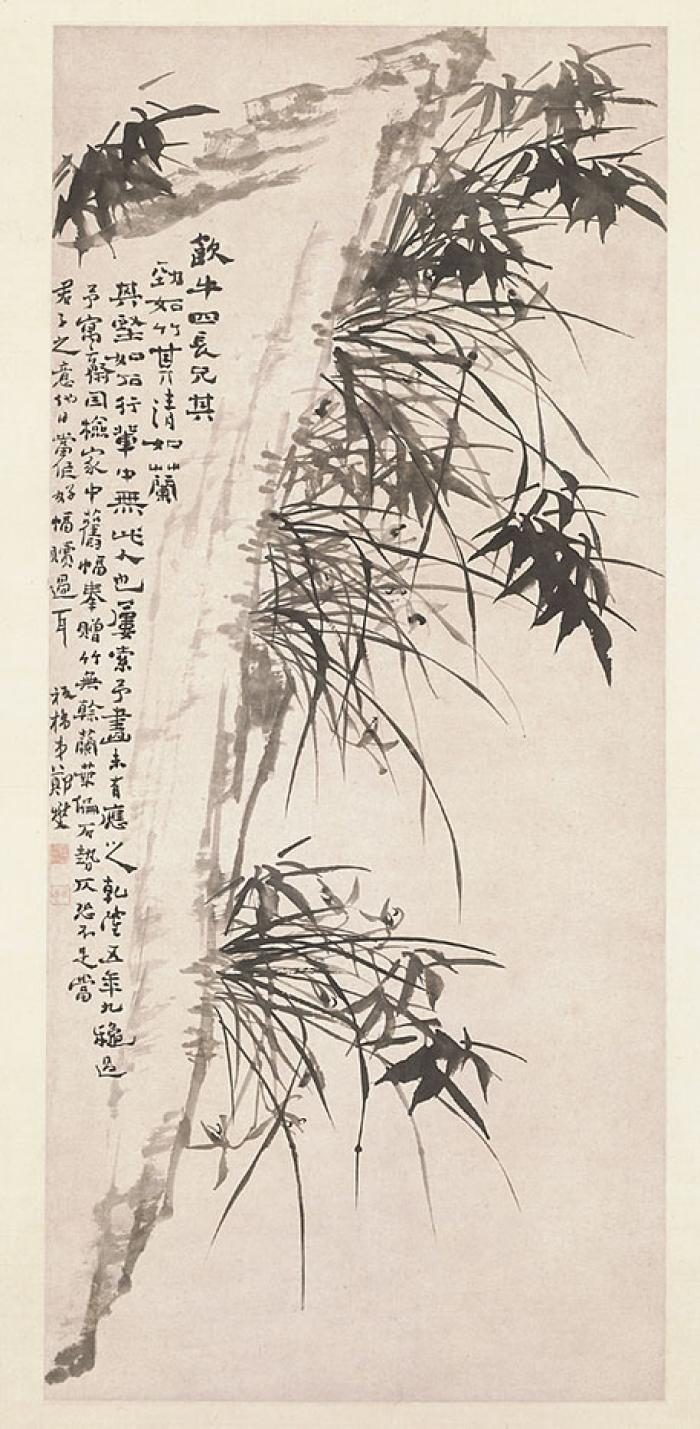
鄭燮画（竹）北京・故宮博物院蔵
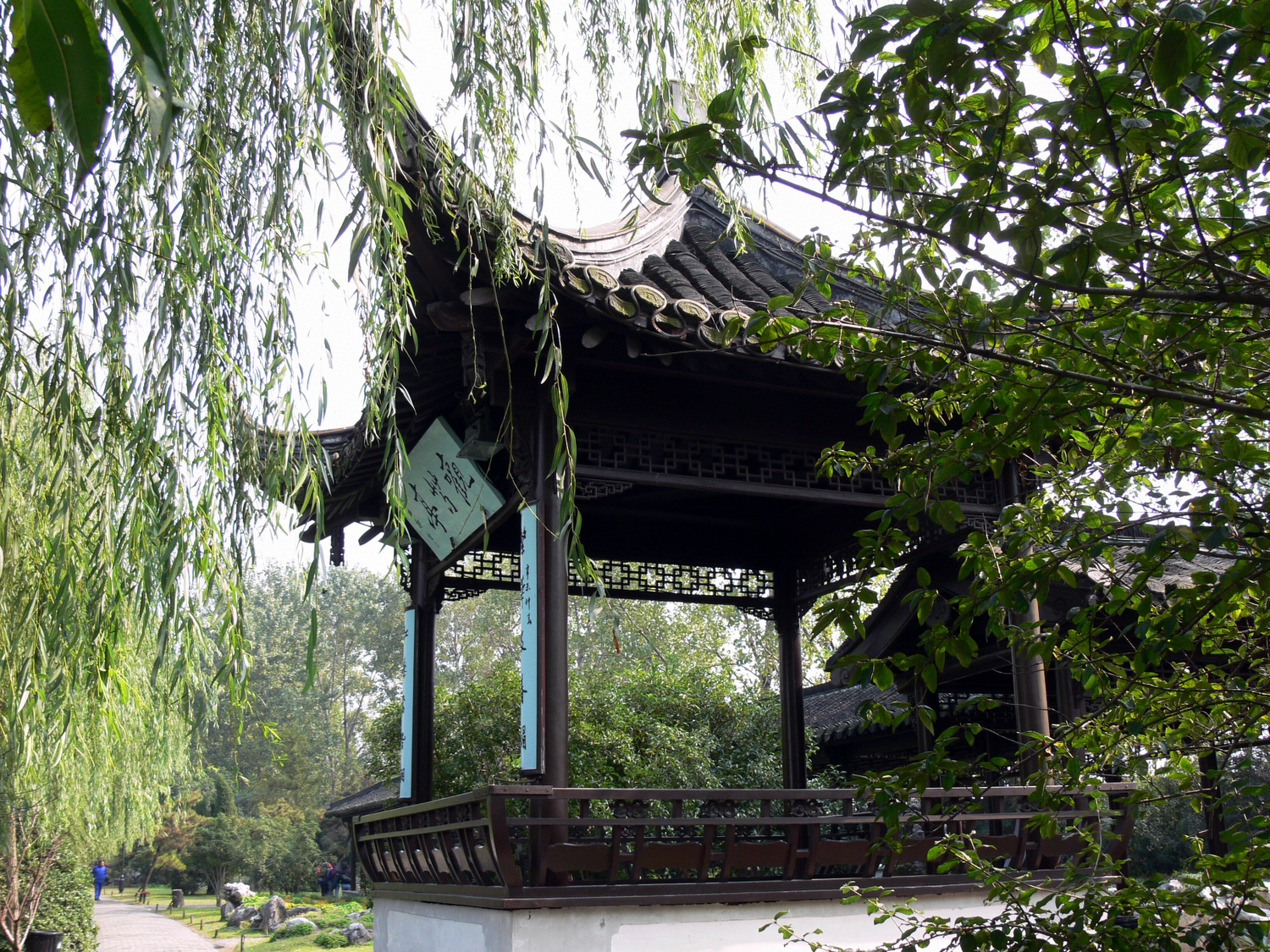
揚州市の痩西湖にある「鄭燮観芍亭」。扁額の「観芍亭」の3文字が鄭燮の書[3]。

## 書作品

### 論書
『論書』（ろんしょ）は、隷・楷・行書を混然一体化し、篆書まで取り入れた破体書で、痩勁な書風である。内容は書論であり、宋の四大家や趙孟頫などについて論じている。書写年不詳。104.4×54.5cmの紙本。上海博物館蔵。

### 懐素自叙帖幅
『懐素自叙帖幅』（かいそじじょじょうふく）は、乾隆29年（1764年）の最晩年の行書作。懐素の『自叙帖』の一節を5行に書いたもの。隷意はあるが鄭燮としては温健な書である。178×89.4cmの紙本。東京国立博物館蔵。

## 著作
- 板橋詩鈔
- 板橋詞鈔
- 板橋家書
- 板橋題画
- 板橋先生印冊、など[4]